# Kenia Sinclair
Kenia Sinclair, född den 14 juli 1980, är en jamaicansk friidrottare som tävlar i medeldistanslöpning.
Sinclair deltog vid VM 2005 i Helsingfors på 800 meter där hon blev utslagen i semifinalen. Vid VM-inomhus 2006 i Moskva blev hon silvermedaljör på tiden 1.59,54 slagen endast av Maria Mutola. Senare samma år blev även silvermedaljör vid Samväldesspelen på 800 meter på tiden 1.58,16. Den gången var det Janeth Jepkosgei som slog henne.
Vid VM i Osaka 2007 blev hon utslagen i semifinalen på 800 meter däremot var hon i final vid Olympiska sommarspelen 2008 i Peking och slutade där sexa på tiden 1.58,24.

## Personliga rekord
- 800 meter - 1.57,88